# Fair Observer
Fair Observer ist eine internationale Zeitung mit Firmensitz in Washington, San Francisco und München. 
Sie wurde 2011 von Fabian Neuen, Atul Singh und Christian R. Becker gegründet.
Die Artikel entstehen nach dem Crowdsourcing-Prinzip: prinzipiell kann jeder Artikel einreichen, man erhofft sich so eine länderübergreifende umfassende 360°-Perspektive. Bis jetzt haben sich Journalisten aus 30 Ländern beteiligt, darunter: die ehemalige Leiterin der McKinsey Medienpractice, Annet Aris, der ehemalige außen- und sicherheitspolitische Berater Helmut Kohls, Joachim Bitterlich, der frühere irische Premierminister John Bruton, der frühere österreichische Bundeskanzler Alfred Gusenbauer, der Leiter der Foundation Robert Schuman, Jean-Dominique Giuliani, der Philosoph und ehemalige CEO der Paul Hartmann AG, Ulrich Hemel, der ehemalige deutsche Botschafter in den USA und GB, Wolfgang Ischinger sowie der frühere indische Außenminister, Jaswanth Singh.
Fair Observer kooperiert mit Universitäten wie dem INSEAD und der Wharton School, aber auch mit Think Tanks wie der Foundation Robert Schumann und Stiftungen wie der Vodafone Stiftung Deutschland und der  Social Entrepreneurship Akademie.